# Liliana Ochmańska
Liliana Ochmańska (ur. 11 czerwca 1933 w Będzinie, zm. 17 lutego 1996 w Łodzi) – polska aktorka i reżyser, żona Stanisława Ochmańskiego.

## Życiorys
Urodziła się w rodzinie robotniczej. W wieku dwóch lat przyjechała z rodzicami i starszą siostrą do Łodzi. Z powodu złego stanu zdrowia ojca, utrzymaniem rodziny zajmowała się matka. Gdy wybuchła wojna, jako mała dziewczynka musiała pracować. Stan zdrowia ojca ciągle się pogarszał, Stanisław Niedbalik zmarł w 1943 roku.
Po zakończeniu wojny rozpoczęła naukę w szkole podstawowej. Po jej ukończeniu, w latach 1951–1952 uczęszczała do Liceum Pedagogicznego w Łowiczu. Miała plany pracy w zawodzie aktora. Dlatego, gdy dowiedziała się, że Jerzy Ukleja organizuje w Łodzi kółko kukiełkowe, wstąpiła do niego i od tej pory rozpoczął się okres jej występów w amatorskim teatrze lalek. Zainteresowania artystyczne rozwijała również poprzez występy w zespole tańca „Harnam". Tutaj dostrzeżono umiejętności taneczne i aktorskie Ochmańskiej, czego konsekwencją było przyjęcie jej do Zespołu Pieśni i Tańca „Mazowsze". Pobyt w „Mazowszu" nie trwał długo. Delikatna i słabej kondycji psychofizycznej nie wytrzymała pracy w zespole, doświadczenia te jednak przydały się później w zawodowym życiu aktorki-lalkarki.
W 1949 została aktorką Teatru Lalek „Arlekin" w Łodzi, gdzie wykreowała m.in. rolę Kapryśnicy w Złotej rybce, Karen w Dzikich łabędziach oraz Aliny i Goplany w Balladynie. Tu również poznała swego przyszłego męża, aktora i reżysera Stanisława Ochmańskiego, z którym wzięła ślub 25 listopada 1952 w Łodzi. W 1953 roku urodziła córkę, Magdalenę.
W 1955 roku wzięła udział w naborze do studia teatralnego Byrskich w Kielcach i przeszła egzaminy, jednak z powodu rozłąki z rodziną w Łodzi szybko odeszła ze studia. W 1956 roku zdała eksternistyczny egzamin aktorski przed Państwową Komisją Egzaminacyjną, który dał jej pełne uprawnienia aktora-lalkarza. Od sezonu 1959/1960 była aktorką Państwowego Teatru Lalki i Aktora w Lublinie, w którym zagrała wiele znaczących ról, m.in. Matkę w Dziecku Gwiazdy, Różę w Małym Księciu, tytułową rolę w Alicji w krainie czarów, Klaryssę w Trzech pomarańczach oraz córkę karczmarza w Tryptyku staropolskim. W 1974 roku wraz z mężem wróciła do „Arlekina" w Łodzi, gdzie grała nieprzerwanie do 1991 roku, m.in. Judytę w Tryptyku staropolskim, Najświętszą Pannę i Śmierć w Ludowej szopce polskiej, Cud Dziewczynę w Koniku Garbusku, Macochę w Kopciuszku, Babcię w Czerwonym Kapturku, Drakulinę w Smoku i królewnie. Za rolę Dziecka, Anioła i Diabła w Co z tego wyrośnie otrzymała nagrodę za kreację aktorską.
Po odejściu na emeryturę nie rozstała się z teatrem i pozostawała czynna zawodowo. Podjęła współpracę reżyserską ze Stanisławem Ochmańskim, z którym reżyserowała sztuki w wielu miastach Polski.
Przez wiele lat pełniła liczne funkcje społeczne. Od 1 grudnia 1953 była członkiem SPATiFu i przez kilka lat również przewodniczącą Koła ZASPu. Była także członkinią Polskiego Ośrodka Lalkarskiego POLUNIMA.
Obok pracy scenicznej szkoliła młodych adeptów sztuki lalkarskiej. Zarówno w Lublinie, jak i w Łodzi, gdzie w latach 80. działało Studium Aktorskie, uczyła młodzież wiersza, dykcji i pracy z lalką. Przygotowała i doprowadziła do egzaminów przed Państwową Komisją Egzaminacyjną wielu aktorów.
Zmarła 17 lutego 1996, po ciężkiej chorobie.
Został pochowana w części prawosławnej Starego Cmentarza w Łodzi.

## Ważniejsze współreżyserie ze Stanisławem Ochmańskim
- Szewczyk Dratewka, Maria Kownacka
- Ludowa szopka polska, opracował Henryk Jurkowski

## Nagrody i wyróżnienia
- 1969: Brązowy Krzyż Zasługi
- 1974: Zasłużony Działacz Kultury
- 1980: Złoty Krzyż Zasługi
- 1983: Honorowa Odznaka Miasta Łodzi za zasługi dla województwa łódzkiego
- 1984: Medal 40-lecia Polski Ludowej
- 1988: Krzyż Kawalerski Orderu Odrodzenia Polski
- 1989: Nagroda za kreacje aktorskie (role dziecka, Anioła i Diabła) w spektaklu Co z tego wyrośnie na XIV Ogólnopolskim Festiwalu Teatrów Lalek w Opolu
- 1989: Nagroda Prezesa Rady Ministrów za całokształt pracy